# Чакхук
Чакхук (вьет. Sông Trà Khúc) — река во Вьетнаме, крупнейшая река провинции Куангнгай.
Длина реки составляет 135 км, на территории её бассейна (3240 км²) проживает около 650 тыс. человек (1999). Чакхук является одной из пяти крупнейших рек, протекающих по узкой прибрежной равнине центрального Вьетнама
Чакхук берёт начало на склонах хребта Чыонгшон, неподалёку от горы Dakrobao (2,299 m). В верховьях течёт через узкие ущелья, в низовьях образует крупную аллювиальную равнину, на которой расположен город Куангнгай. Чакхук впадает в Южно-Китайское море на территории города.
В сухой сезон устье реки перекрывает песчаная отмель. На 2002 год 38,2 % бассейна реки занимали леса, 15 % — рисовые поля, 46,1 % — прочие сельскохозяйственные земли, 0,7 % — луга. Основными породами в бассейне реки являются гранит и породы четвертичного периода. Средний уклон составляет 18,5 %.
Крупнейшими притоками реки являются Шело (Sông Xà Lò или Dac Se Lo, длина — 63 км, площадь бассейна — 1760 км²), Зянг (длина — 16 км, площадь бассейна — 100 км²) и Dac Leng (длина — 19 км, площадь бассейна — 96 км²). Среднегодовой расход воды составляет 198 м³/с (станция Sơn Giang), максимальный зарегистрированный — 18300 м³/с (1986 год). Крупнейшими водохранилищами на реке являются Тхатьням (2830 млн м³) и Nuoc Trong (324 млн м³), также в верховьях лежит крупное водохранилище Закдринь.
Летом (в северном полушарии) в районе реки господствуют юго-восточные ветра (летний муссон), зимой — северо-западные.
Среднегодовая норма осадков в районе реки составляет 2463 мм в год (Куангнгай), в зависимости от района может составлять 1800-3600 мм в год. 65 %-85 % осадков выпадает в сезон дождей, длящийся с конца сентября по декабрь, расход воды за этот период составляет около 3/4 годичного. Сезон половодья в данном регионе короче и начинается позже, чем в прочих частях Вьетнама. Сухой сезон продолжается с апреля по август. Соотношение максимального расхода воды к минимальному составляет около 12.
Во второй половине XX века крупнейшие наводнения на реке происходили в декабре 1986 и декабре 1999 годов. Кроме как в Куангнгае, вдоль реки нет сооружений, защищающих население от наводнений. Важнейшие засухи происходили в 1982—1983, 1986—1987, 1993 и 1997—1998 годах. Особенно тяжёлой была засуха 1997—1998 годов, когда расход воды в реке достиг минимума в 16,3 м³/с в сентябре 1998; через два месяца после этого во время крупного наводнения был зарегистрирован расход воды в 10100 м³/с.
Измерения, проведённые в июне 1999 года, показали удовлетворительное качество речной воды. Кислотность воды составила 6,0-8,5; содержание железа — 0,032-0,296 мг/л; содержание азота — 0,376-0,903 мг/л; жёсткость — 8,45-34,5 мг/л; ХПК — 5,7-26,3 мг/л.